# زیرزمین (فیلم ۱۹۹۵)
زیرزمین (عنوانِ اصلی، به صرب-کرواتی: پُدزِملیِه Подземље) (به انگلیسی: Underground) نام فیلمی است محصول سال ۱۹۹۵ که برندهٔ جایزهٔ نخل طلایی جشنواره فیلم کن شده‌است. کارگردان فیلم امیر کوستوریتسا است و فیلمنامه آن را دوشان کواچوویچ نوشته‌است. این فیلم همچنین به نامِ دیگرِ «روزی-روزگاری کشوری بود» (Била једном једна земља) شناخته می‌شود.

## خلاصه داستان
در زمان جنگ جهانی دوم در بلگراد گروهی پارتیزان در زیرزمینی مخفی شده‌اند و به کار ساخت و ساز اسلحه مشغول‌اند. آنها روز و شبشان را در زیرزمین می‌گذرانند و هرگز از آن خارج نمی‌شوند. مارکو دوست خود «تْسْرنی» (بْلَکی) را به زیرزمین می‌برد تا هم او را از چنگ نازی‌ها در امان بدارد و هم از دختری که مورد علاقه هردوشان است دور کند. ۲۰ سال بعد، مارکو در رژیم تیتو منصبی سیاسی به دست آورده‌است و همچنان به پارتیزان‌ها و تْسْرنی می‌گوید جنگ ادامه دارد و با اخبار دروغ آن‌ها را در زیرزمین برای اهداف خودش نگه می‌دارد.